# الغرفة الماطرة

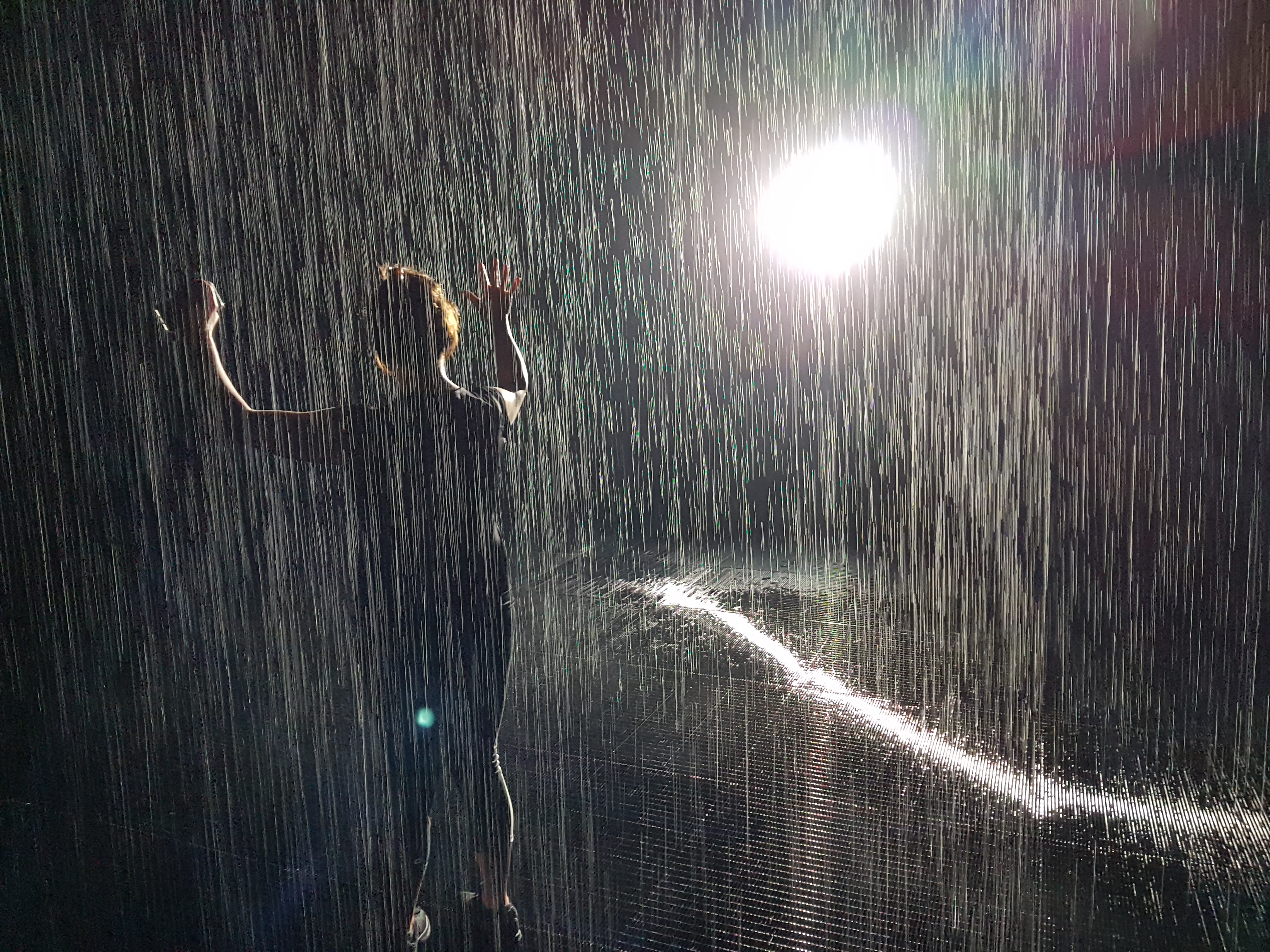
الغرفة الماطرة في الشارقة ، معرض دائم فني تركيبي من قبل راندوم إنترناشونال.

الغرفة الماطرة هو عمل فني تجريبي في عام 2012 لهانس كوخ وفلوريان أورتكراس  من راندوم إنترناشونال ،  والذي أصبح أول تركيب دائم له في الشارقة ، الإمارات العربية المتحدة في عام 2018. حيث سبق وعرض هذا العمل في عدد من المواقع الفنية الدولية، بما في ذلك متحف نيويورك للفن الحديث ( موما ) ولندن باربيكان .

## وصف
تسمح الغرفة الماطرة لزوارها بالسير خلال هطول الأمطار دون البلل. تكتشف مستشعرات الحركة حركات الزوار أثناء تنقلهم في الفضاء المظلم، ليصبحوا «فنانين في هذا التقاطع بين الفن والتكنولوجيا والطبيعة».
يستخدم هذا التثبيت الصوتي والضوء الخاص بالموقع 2500 لترًا من المياه المعاد تدويرها ذاتية التنظيف ، والتي يتم التحكم فيها من خلال نظام من كاميرات التتبع ثلاثية الأبعاد الموضوعة حول السقف. تكتشف الكاميرات حركة الزائر ومجموعات الإشارات الخاصة بفوهات المياه في السقف ، مما يوقف تدفق المياه في دائرة نصف قطرها ستة أقدام تقريبًا حول الشخص.
يتصف المبنى ببساطة تصميمه، حيث يضم ثلاث واجهات زجاجية، تمكّن المارين في شارع العروبة ومنطقة المجرة من رؤية الأمطار،ويتلألأ القسم العلوي ليلاً
يعتبر المشروع صديقاً للبيئة، لأنه يستخدم كمية قليلة من المياه التي تمت معالجتها كما تم تجهيزالغرفة بفلاتر ذاتية التنظيف، وذلك توفيراً للماء وحفظاً له من الهدر.
راندوم إنترناشونال هو استوديو تعاوني للممارسة الفنية التجريبية الرقمية في الفن المعاصر. تأسس عام 2005 ويقع مقره في لندن. تضم أعمالهم المنحوتات، وعروض الأداء والأعمال التركيبية المعمارية الكبرى، وتعكس العلاقة بين الإنسان والآلة وتركّز على تفاعل الجمهور.
.أقيمت الغرفة الماطرة حالياً بشكل دائم وحصري في العالم العربي من خلال مساعي مؤسسة الشارقة للفنون.وهو أول ظهور للعمل في الشرق الأوسط وأول عملية تركيب للمشروع في هيكل دائم شيد لهذا الغرض. عُرِضت الغرفة الماطرة للمرة الأولى في ذا كيرف، باربيكان، لندن (2012) وعرضت لاحقًا في متحف الفن الحديث، نيويورك (2013)، ومتحف يوز، شنغهاي (2015)، ومتحف مقاطعة لوس أنجلس للفنون (2015-2017).

## الشارقة
قامت مؤسسة الشارقة للفنون ببناء مركز زوار مبني لهذا الغرض يقع في منطقة المجرة السكنية بالمدينة ليكون المقر الدائم للغرفة الماطرة، مع السماح لما يصل إلى ستة زوار في وقت واحد لمدة خمسة عشر دقيقة لاستكشاف وعيش التجربة. تباع التذاكر عبر الإنترنت للزيارات المجدولة وتبلغ تكلفتها 25 درهمًا للبالغين.
افتتحت الغرفة الماطرة في مايو 2018 من قبل حاكم الشارقة الدكتور الشيخ سلطان بن محمد القاسمي مع الشيخة حور بنت سلطان القاسمي ، رئيس مؤسسة الشارقة للفنون ، الغرفة الماطرة هي جزء من مجموعة مؤسسة الشارقة للفنون والأولى من سلسلة من تصميم الفنانين.
في حفل الافتتاح بالشارقة ، علق كوخ وأورتكراس: «وجدت الغرفة الماطرة منزلًا دائمًا في مؤسسة الشارقة للفنون. المؤسسة لا مثيل لها في نهجها في الفن وصنع المعارض والعلاقات مع جمهور أوسع.» 